# Antonio Doria (patriota)
Antonio Doria (Bonifacio, 1801 – Rivarolo Ligure, 1875) è stato un patriota italiano.
Nel 1825 aprì una a Genova libreria che per molti anni fu punto di ritrovo dei carbonari e della Giovine Italia. Esiliato nel 1834, tornò per prendere parte ai moti del 1848.